# Cmentarz Kniahinin
Cmentarz Kniahinin (ukr. Кладовище Княгинин) – cmentarz w Stanisławowie.

## Historia
Nazwa cmentarza pochodzi od dawnej wsi, a obecnie dzielnicy Iwano-Frankiwska, w której go założono. Powstał prawdopodobnie podczas budowy linii kolejowej i warsztatów naprawczych na potrzeby zmarłych robotników, którzy pochodzili z Niemiec. Mieszkali oni w pobliżu i okolicę tę nazywano Kolonią Niemiecką. Sytuacja zmieniła się na początku XX wieku, kiedy to władze Stanisławowa wydały zakaz pochówków na cmentarzach miejskich zmarłych pochodzących z okolicznych wsi. Wówczas na potrzeby wsi Kniahinin uporządkowano i powiększono istniejącą nekropolię, a na początku lat 20. wybudowano niewielką cerkiew. Mimo jej zburzenia w latach powojennych i zakazaniu pochówków cmentarz przetrwał okres Ukraińskiej SRR i nadal istnieje. Mimo oficjalnego zamknięcia cmentarza dla pochówków odbywają się one nielegalnie, szczególnie dotyczy to zmarłych z okolicy, których krewni zostali tu pochowani przed zamknięciem.